# Teodor-Piotr
Teodor-Piotr (zm. 1197) – car drugiego państwa bułgarskiego jako Piotr IV (rzadziej znany jako Piotr II) w l. 1185-1197.
Wraz z bratem Asenem stanął na czele powstania Bułgarów, które doprowadziło do stworzenia w 1188 roku niezależnego od Bizancjum państwa bułgarskiego. Obrany carem w 1185 przyjął imię Piotr. W 1188 ustąpił na rzecz brata Asena, zachowując tytuł carski. Po śmierci brata w 1196 roku przejął władzę w państwie. Zginął zamordowany.

## Życiorys
Teodor wywodził się z rodziny bojarów kumańskich z okolic Tyrnowa. Miał dwóch braci: Asena i Kałojana. Mamy również informację o dwóch jego siostrach. Teodora i Asena określa się również kumańskim przydomkiem Bełgun, będącym prawdopodobnie nazwą arystokratycznego rodu kumańskiego. Rodzina Teodora posiadała rozległe stosunki wśród Kumanów mieszkających na północ od Dunaju.

### Wybuch powstania

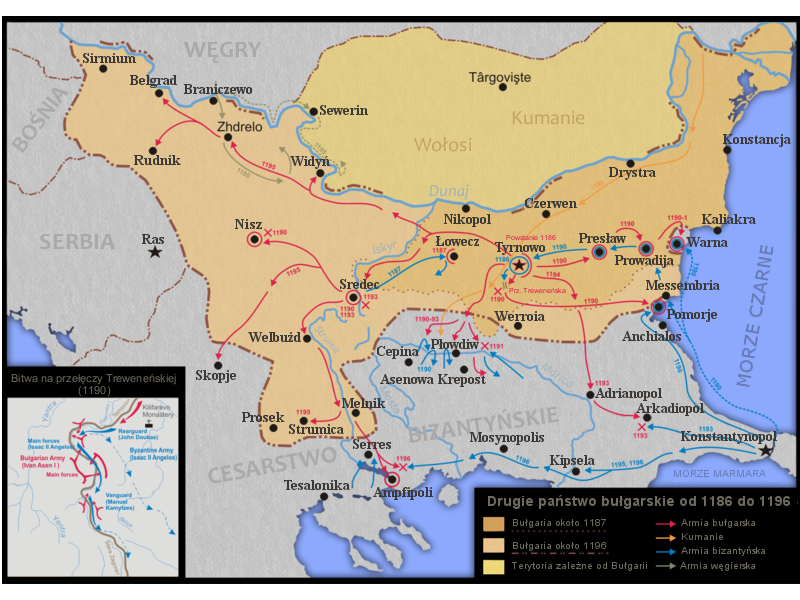
Bułgaria w latach 1185-1196

Jesienią 1185, Teodor wraz z bratem Asenem zjawili się w obozie cesarskim w Kipseli (obecnie Ipsala), położonym na wschód od dolnej Maricy i zażądali od cesarza Izaaka II nadania im w pronoję (bizantyńskie lenno) jednej małej dochodowej posiadłości i zapisania ich w szeregi greckiego rycerstwa. Żądanie sformułowali w tonie raczej zuchwałym i cesarz stanowczo odmówił. Oburzeni bracia powrócili w swoje strony i wzniecili w przeciążonym podatkami kraju powstanie przeciw Bizancjum.
Po śmierci Manuela I Komnena (1180) Cesarstwo Bizantyńskie, w którego granicach znajdowały się ziemie bułgarskie, przeżywało głęboki kryzys wewnętrzny. Państwo stawało się coraz bardziej konglomeratem ziem rządzonych przez urzędników cesarskich i miejscowych feudałów, nie uznających często władzy cesarskiej. W 1183 roku ziemie Cesarstwa od Belgradu po Serdikę spustoszyli Węgrzy wspólnie z Serbami. W 1185 roku natomiast północną Grecję najechali Normanowie zdobywając Tesalonikę. Kiedy Asen wraz z Teodorem stanęli przed cesarzem, ten próbował właśnie uporać się z najazdem normańskim. Odprawieni przez Izaaka II bracia wykorzystali zjazd dostojników kościelnych i ludności zwołany na uroczystość poświęcenia ufundowanej przez nich świątyni świętego Dymitra sołuńskiego w Tyrnowie. Ludowi prorocy wezwali zebranych do powstania przeciw Bizancjum. Wezwanie proroków, natchnionych jak wierzono przez duchy, podjęto z entuzjazmem. Mnich bułgarski Wasilij został obrany głową kościoła bułgarskiego i koronował Teodora na cara. Teodor przyjął imię Piotr, na pamiątkę ostatniego wielkiego cara Bułgarii i tytuł władcy Wołochów. Wybuch powstania datuje się na wiosnę 1186 roku.

### Car powstańców
Powstańcy rekrutujący się początkowo spośród półkoczowniczej ludności pasterskiej wołoskiej i słowiańskiej w krótkim czasie opanowali prawie całą Bułgarię naddunajską i przenieśli działania wojenne do Tracji. Piotr i Asen rozbili w Tracji dwie armie bizantyńskie. W rękach greckich pozostały jedynie miasta na wybrzeżu czarnomorskim. Latem 1186 Izaak II wkroczył z wielką armią do Bułgarii i odzyskał utracone twierdze. Powstańcy zostali rozproszeni, a Piotr i Asen schronili się na przeciwległym brzegu Dunaju. W drodze powrotnej do Konstantynopola cesarz spalił bułgarskie zasiewy. W rezultacie na stronę powstańców przeszła również słowiańska ludność rolnicza, a nawet, zamieszkujący te ziemie Grecy.

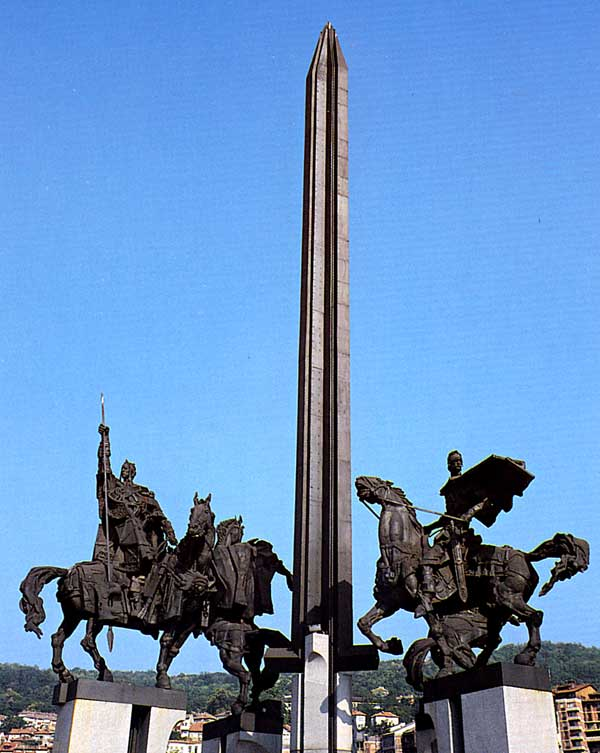
Pomnik Asenowiczów – Weliko Tyrnovo 1987.

Jesienią 1186 bracia powrócili na czele nowych wojsk, wspomagani przez posiłki Kumanów i ruskich brodników. Bez większego trudu opanowali ziemie między Dunajem a Starą Płaniną, po czym ponownie najechali Trację pustosząc ziemie wokół Ajtos, Anchialos i Werroi. W tym czasie wystąpił też przeciw Bizancjum sojusznik obydwu braci Dobromir Chryz, w późniejszym czasie władca ziem w zachodniej Macedonii wokół twierdzy Prosek. Na czele znacznego oddziału udał się do Macedonii i opanował z pomocą miejscowej ludności bułgarskiej rejon rzeki Strumy. Wiosną 1187 roku Izaak II rozbił armię powstańczą pod Lardeą w Tracji (w pobliżu obecnego Karnobatu) i jesienią po raz drugi przekroczył pasmo górskie Starej Płaniny. Obległ twierdzę Łowecz broniącą dostępu do Tyrnowa, ostatecznie jednak po trzymiesięcznym oblężeniu zmuszony był zawrócić. Tymczasem korzystając z walk w Bułgarii Stefan I Nemanja, władca Serbii, poszerzył swoje posiadłości kosztem Cesarstwa. W Azji Mniejszej wybuchło powstanie. Izaak II nie mógł kontynuować wojny. Na przełomie maja i czerwca 1188 roku zgodził się zawrzeć pokój z Piotrem i Asenem. Bizancjum uznało istnienie niezależnego państwa bułgarskiego. Nowe państwo objęło tereny sięgające na zachodzie po rzekę Iskyr, na wschodzie do wybrzeży Morza Czarnego, na północy po Dunaj, a na południu do Starej Płaniny. Wybrzeże czarnomorskie i Tracja pozostały w ręku greckim. Jako zakładnika gwarantującego zachowanie pokoju obydwaj bracia przysłali na dwór cesarski w Konstantynopolu najmłodszego brata Kałojana.

### Utrata władzy
Jesienią 1188 roku Piotr został zmuszony do zrzeczenia się tronu. Zachował jedynie tytuł cara i władzę nad rejonem starej stolicy Bułgarii Presławiem. W Tyrnowie Asen został koronowany na cara Wołochów.
Wiosną 1190 roku w odwecie za złamanie pokoju łoweckiego Izaak II przekroczył Starą Płaninę i obległ Tyrnowo. Podczas odwrotu przez przełęcze bałkańskie wpadł jednak w zasadzkę w wąwozie górskim Starej Płaniny i poniósł sromotną klęskę. Walki trwały do 1194 roku, kiedy to siły bizantyńskie zostały rozbite po Arkadiopolem (Lüleburgas), co umożliwiło Bułgarom zajęcie Sredca. W następnych latach Asen opanował zachodnie pasma Rodopów i południowo-wschodnią Macedonię, zdobył też na Węgrach ziemię widyńską, braniczewską i belgradzką.

### Powrót na tron
Bezsilne w otwartej walce przeciw Asenowi Bizancjum wsparło niezadowolonych ze wzrostu władzy Asena bojarów, którzy zawiązali spisek. Zapewnieni o pomocy wojskowej ze strony Bizancjum, zamordowali Asena I. Władzę w Tyrnowie objął przywódca spisku, krewny Asena I, bojar Iwanko. Piotr obległ Tyrnowo. Bizantyńczycy z powodu rozruchów w armii nie mogli przyjść Iwance z pomocą i ten zbiegł do Konstantynopola. Tron carski w Tyrnowie ponownie objął Piotr. Rządził tylko przez rok. Opozycja bojarska zawiązała bowiem nowy spisek i zamordowała go w 1197 roku.

## Związki rodzinne
Teodor miał czworo rodzeństwa, dwóch młodszych braci:
- Asena, obwołanego carem w 1188, zamordowanego w 1196 roku
- i Kałojana, władcę Bułgarów w latach 1197–1207

oraz dwie nieznane z imienia siostry.
|                                              |                                              |                                              |                                              |                            |                            |         |         |                             |                             |         |         |
| Nieznany bojar tyrnowski                     |                                              |                                              |                                              |                            |                            |         |         |                             |                             |         |         |
|                                              |                                              |                                              |                                              |                            |                            |         |         |                             |                             |         |         |
|                                              |                                              |                                              |                                              |                            |                            |         |         |                             |                             |         |         |
| Teodor-Piotr (panował 1185–1188 i 1196–1197) | Teodor-Piotr (panował 1185–1188 i 1196–1197) | Teodor-Piotr (panował 1185–1188 i 1196–1197) | Teodor-Piotr (panował 1185–1188 i 1196–1197) | Asen I (panował 1188–1196) | Asen I (panował 1188–1196) | siostra | siostra | Kałojan (panował 1197–1207) | Kałojan (panował 1197–1207) | siostra | siostra |